# The Ozark Mountain Daredevils
The Ozark Mountain Daredevils är en amerikansk musikgrupp som spelar countryrock och southern rock. Gruppen bildades 1972 i Springfield, Missouri. Gruppen är fortfarande aktiv (2014) med tre originalmedlemmar.
De slog igenom 1974 med singeln "If You Wanna Get To Heaven" som nådde plats 25 på Billboard Hot 100-listan. 1975 fick de sin största framgång med "Jackie Blue".

## Medlemmar
Nuvarande medlemmar
- John Dillon – sång, gitarr, mandolin, fiol, munspel, mungiga, autoharpa, dulcimer, percussion, keyboard
- Mike 'Supe' Granda – sång, basgitarr, gitarr, mandolin, percussion
- Steve Cash – sång, munspel, percussion, keyboard
- Bill Jones – träblåsinstrument, horn
- Ruell Chappell – sång, keyboard
- Ron 'Rongo' Gremp – trummor, percussion
- Dave Painter – sång, gitarr
- Kelly Brown – keyboard
- Nick Sibley – gitarr, mandolin, bakgrundssång

Tidigare medlemmar
- Buddy Brayfield – sång, träblåsinstrument, keyboard, percussion
- Randle Chowning – sång, elgitarr, akustisk gitarr, steel guitar, munspel, mandolin
- Larry Lee – sång, trummor, akustisk gitarr, keyboard, synthesizer, percussion, såg
- Steve Canaday – sång, trummor, percussion, gitarr, basgitarr
- Rune Walle – sång, gitarr, sitar, banjo
- Jerry Mills – mandolin
- Larry Van Fleet – basgitarr
- Terry Wilson – sång, gitarr
- Bobby 'Lloyd' Hicks – sång, trummor, percussion
- Joe Terry – sång, keyboard
- Gary Smith – sång, gitarr
- Jason Le Masters – gitarr
- Don Clinton Thompson – sång, gitarr
- Rick 'Lumpy' Davidson – trummor, percussion, tvättbräda
- Bill Brown – sång, gitarr

## Diskografi
Studioalbum
- 1973 – The Ozark Mountain Daredevils
- 1974 – It'll Shine When It Shines
- 1975 – The Car Over the Lake Album
- 1976 – Men From Earth
- 1978 – Don't Look Down
- 1978 – It's Alive
- 1980 – Ozark Mountain Daredevils
- 1997 – 13
- 2018 – Off The Beaten Path
- 2019 – Heaven 20/20

Livealbum
- 1978 – It's Alive
- 1997 – Archive Alive
- 1999 – Concert Classics
- 2006 – Rhythm And Joy
- 2008 – Revival (Live at the Gillioz)
- 2011 – Alive & Wild

Singlar
- 1974 – "If You Wanna Get to Heaven"
- 1974 – "Look Away"
- 1975 – "Jackie Blue"
- 1976 – "If I Only Knew"
- 1976 – "You Made It Right"
- 1977 – "You Know Like I Know"
- 1980 – "Take You Tonight"